# Jusqu'à un certain point
Pour plus de détails, voir Fiche technique et Distribution.
Jusqu'à un certain point (titre original : Hasta cierto punto) est un film cubain réalisé par Tomás Gutiérrez Alea et sorti en 1983.

## Synopsis
Oscar, scénariste, et Arturo, cinéaste, envisagent de réaliser ensemble un film de fiction sur la persistance du machisme à Cuba. Ils choisissent comme terrain de leurs observations le milieu des dockers du port de La Havane. Leur objectif est de mettre en relief le décalage entre la conscience politique et l'attitude réelle des hommes à l'égard des femmes. Au cours de son enquête, Oscar s'éprend d'une employée, Lina, jeune fille-mère, cultivant avec fierté son autonomie. Le ménage d'Oscar se trouve alors menacé. Un autre conflit apparaît entre Oscar et Arturo au sujet du film. Leur projet commun finit par échouer en raison de divergences de conception. De son côté, Lina, en femme libérée, dénonce l'attitude contradictoire d'Oscar, prisonnier de certains comportements qu'il croyait pouvoir critiquer chez les autres. Elle décide, en définitive, de retourner dans sa ville natale, Santiago de Cuba, où elle peut espérer une ascension professionnelle.

## Fiche technique
- Titre du film : Jusqu'à un certain point
- Titre original : Hasta cierto punto
- Réalisation : Tomás Gutiérrez Alea
- Assistant réalisateur : Guillermo Torres
- Scénario : Juan Carlos Tabío, Serafin Quiñones, T. Gutiérrez Alea
- Photographie : Mario García Joya
- Format : Couleur, 35 mm
- Musique : Leo Brouwer
- Montage : Miriam Talavera
- Décors : José M. Villa
- Costumes : Jesús Ruiz, Lidia Lavallet
- Production : Humberto Hernández (ICAIC)
- Pays d'origine :  Cuba
- Langue originale : Espagnol
- Durée : 68 minutes
- Sortie : décembre 1983 au Festival du film de La Havane

## Distribution
- Oscar Alvarez : Oscar
- Mirta Ibarra : Lina
- Omar Valdés : Arturo
- Coralia Veloz
- Rogelio Blain
- Ana Viña

## Commentaire
« Au terme de presque dix années d'existence, la Révolution cubaine en tant qu'événement appartenait déjà au passé. Sa représentation filmique devait assumer pleinement des modes de mise en scène et des thèmes nouveaux. » Selon Julio García Espinosa, il fut, dès lors, nécessaire « de mettre en œuvre une dramaturgie du quotidien apte à fournir des réponses légitimes aux exigences du public, tant sur le terrain de l'idéologie que de l'art. »
De nombreux films cubains reflétèrent cette nouvelle orientation en situant leurs intrigues au cœur des problèmes contemporains de la société cubaine. Furent, à ce titre, considérés comme films clés, Ustedes tienen la palabra (Vous avez la parole) de Manuel Octavio Gómez en 1974 puis, en 1977, De cierta manera de Sara Gómez. Tomás Gutiérrez Alea, tout en participant à cette dynamique, attendra toutefois 1983, avant d'imposer concrètement dans son œuvre fictionnelle cette dramaturgie du quotidien,  même si l'on peut considérer La Mort d'un bureaucrate, réalisé dix-huit ans plus tôt, comme un film critique à l'intérieur du socialisme en construction.
Néanmoins, le projet était ancien, datant du temps des Mémoires du sous-développement (1968). « En ce sens, je crois qu'il ne s'agit pas d'un changement, mais d'un pas en avant dans une direction que nous avions déjà adoptée », déclara le réalisateur. Le thème du film, le machisme, rejoint les préoccupations politiques officielles du régime cubain. Mais, comme pour le film De cierta manera de Sara Gómez, à qui il rend un hommage explicite, Hasta cierto punto n'est pas une œuvre de circonstance. Le film « assume sous un mode nouveau, de façon plus diffuse, la lutte officiellement engagée contre le machisme. [...] Dans Hasta cierto punto, le réalisateur pose un regard plus profond sur la quotidienneté, qui ressortit à la fois à l'enquête et à la réflexion critique et qui offre la part belle à cette complexité du réel dont Alea avait parlé en 1969. »
L'essentiel de l'intrigue se déroule en milieu ouvrier, chez les dockers du port de La Havane, choix motivé par un principe d'exemplarité. Dans cet environnement social, conditionné, plus qu'ailleurs, par les idées révolutionnaires, le divorce entre théorie et pratique s'éclaire d'autant mieux. Le signe de cette imperfection apparaît dès le pré-générique et  explique le titre attribué au film. « L'orientation de celui-ci est dès lors donnée : Alea considérera la façon dont, en dépit d'une indubitable conscience révolutionnaire, le comportement des employés du port à l'égard des femmes continue à être conditionné par des formes anciennes, par les lois d'un machisme séculaire. »
Le réalisateur cubain « ne se contente pas d'une simple approche sociale du milieu des dockers du port de La Havane. Il construit en fait une intrigue complexe qui combine deux niveaux distincts, l'histoire d'un projet de film sur le machisme [...] et le récit de la rencontre amoureuse entre Oscar, le scénariste, et Lina, une employée du port. [...] Assez rapidement, les deux niveaux interfèrent étroitement [...] et cette imbrication fait que, dès lors, la problématisation du machisme ne sera pas limitée à la seule catégorie des dockers. » En outre, « la mixité formelle du film, à cheval entre la fiction et le documentaire, repose sur un principe expérimental qui renouvelle profondément la dramaturgie du quotidien », écrit, plus haut, Nancy Berthier.
Enfin, Alea ne se limite pas à utiliser ses personnages (Arturo et Oscar) en tant que vecteurs de son propre discours. Il les met en scène, dans leur vie extra-professionnelle,  et dévoile, ainsi, leurs  contradictions intimes. Au quotidien, ceux-ci sont « sujets à des comportements aussi passéistes que ceux des prolétaires dont ils stigmatisent les attitudes. »
Une autre dimension du film apparaît, à travers les divergences réalisateur-scénariste : le protagoniste d'Arturo, ainsi que son épouse le déclare, révèle aussi une volonté de pouvoir illimitée. « En fait, ce personnage fait précisément apparaître que le machisme est inclus dans la gamme plus vaste des relations de pouvoir entre les individus. » Il refuse les arguments d'Oscar et ce qu'il importe de faire primer c'est,  au-delà d'un postulat (bon au mauvais),  sa volonté personnelle de domination ("On va faire un film sur le machisme, un point c'est tout").
« Il y donc, pour Alea, critique et critique. La structure méta-filmique de Jusqu'à un certain point permet au réalisateur de donner une épaisseur nouvelle à la dimension critique (ou autocritique), en réalisant une critique de la critique. »
Le réalisateur Jesús Díaz regrette, cependant, qu'Alea « privilégie l'exploration de la relation amoureuse au détriment de la part documentaire, alors qu'ici, c'était justement », dit-il, « celle-ci qui promettait d'aller plus loin que la critique du machisme et de nous livrer une radiographie complexe de toute une zone de la société cubaine [...] »
Or, Gutiérrez Alea reconnaît lui-même : « Je me suis laissé abuser par l'idée qu'un bon acteur peut jouer n'importe quel rôle. [...]  Omar Valdés n'était pas convaincant. [...] Je me suis rendu compte que je ne pouvais pas développer correctement le conflit principal entre réalisateur et scénariste. J'ai alors fait passer au premier plan l'histoire d'amour et le reste est simplement devenu un cadre de référence. Cela a été très frustrant. » La limitation de durée du film fut également une des conséquences de cette transformation du scénario original, conduisant à ce qu'une expérience stimulante ne fut réussie que jusqu'à un certain point.